# Ytong

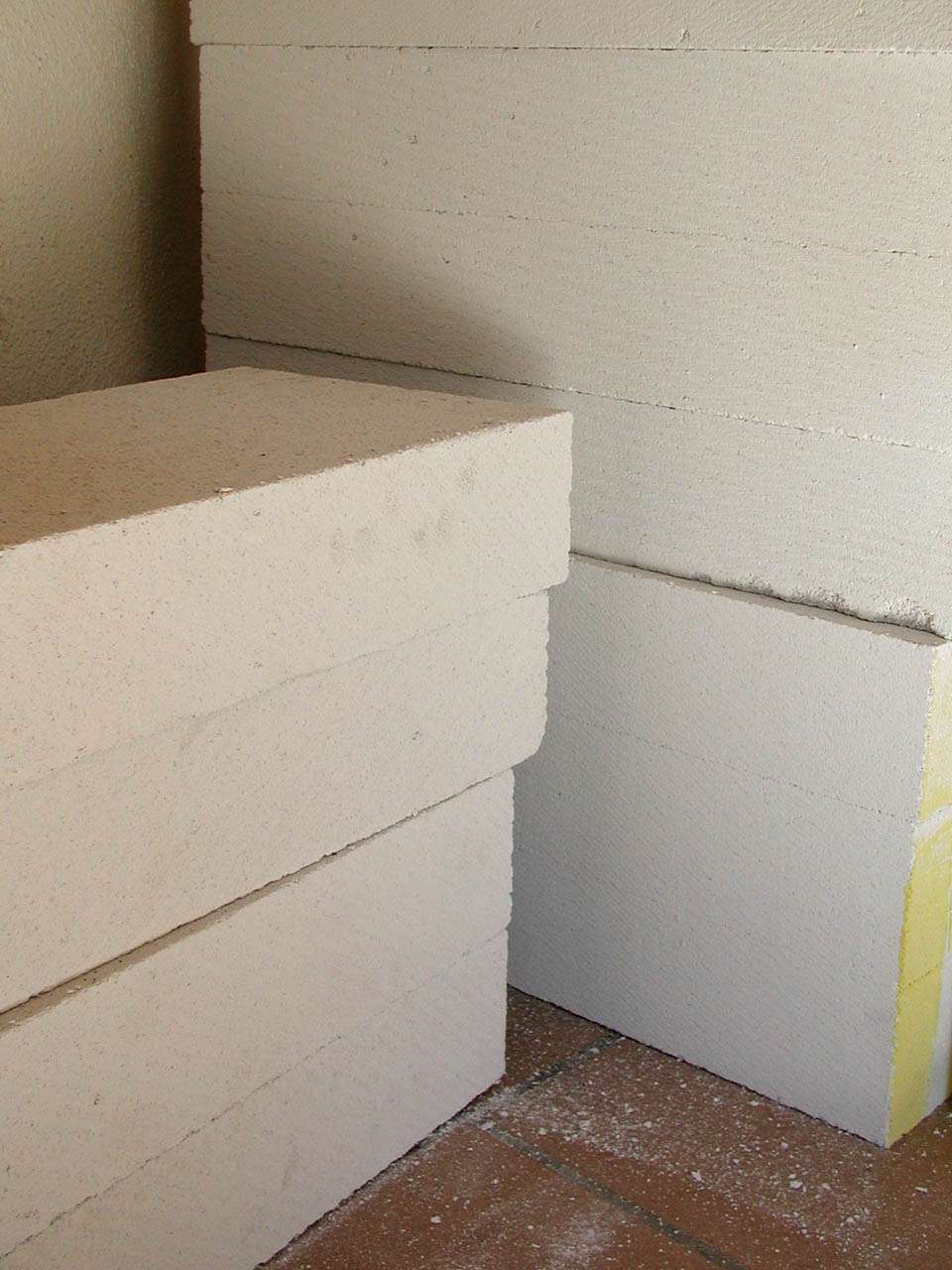
Ytongblokken

Ytong is een merknaam voor cellenbeton, vaak ook gasbeton genoemd. Voorheen heette dit product Durox, vandaar dat het vaak nog zo genoemd wordt.
De naam wordt gebruikt door de bouwstoffenproducent Xella. Ytong is vooral bekend vanwege de lichtgewicht cellenbetonblokken die te koop zijn in doe-het-zelfzaken, maar ook maakt het bedrijf producten voor professionele bouwbedrijven en utiliteitsbouw. De blokken kan men net als hout zagen.
Aangezien zand met een hoog kwartsgehalte een belangrijk onderdeel uitmaakt van de basisgrondstoffen is de nabijheid van geschikte zandgroeven voor de productie van groot belang.

## Bedrijfsgeschiedenis
Durox Gasbeton B.V was een dochteronderneming van de Rheinisch Westfälische Kalkwerke (RWK) te Dornap, een stadsdeel van Wuppertal.
In 1993 werd de naam Durox veranderd in Ytong, dat weer onder het Xella-concern ressorteert.
Het bedrijf heeft vier vestigingen in de Benelux, te weten Burcht, Vuren, Meppel en Ubach over Worms. De oudste Nederlandse vestiging is te Vuren, waar men vanaf 1953 cellenbeton ging produceren in de reeds bestaande kalkzandsteenfabriek Loevestein. In 1966 werd de fabriek te Meppel geopend en in 1971 die te Ubach over Worms (gemeente Landgraaf). Daarnaast werden in licentie fabrieken gebouwd in de DDR, het Verenigd Koninkrijk, Tsjecho-Slowakije, Japan en Koeweit.